# 厚別車站
厚別車站（日语：／ Atsubetsu eki */?）是一由北海道旅客鐵道（JR北海道）所經營的鐵路車站，位於日本北海道札幌市厚別區，是JR北海道函館本線沿線車站之一，屬於JR北海道本社（札幌總部）的直轄範圍，由JR北海道直接派駐人員營運。

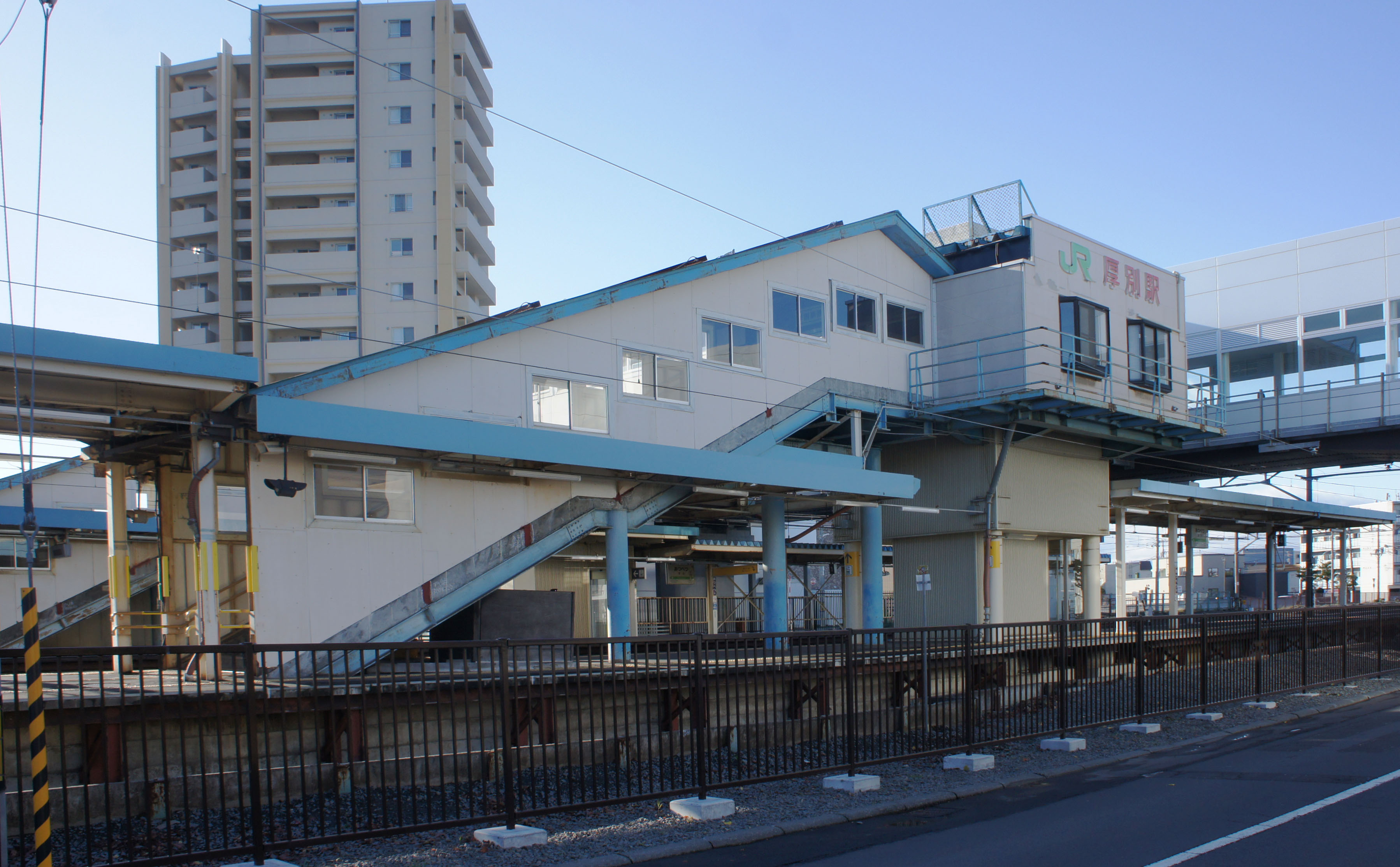
西口（2018年11月）

## 簡介
厚別車站是一個位在住宅區內的市區小站，與位在千歲線上的新札幌車站相距不遠，因此鄰近地區主要的商業活動都是集中在後者附近。車站內設有側式與島式月台各一座，共三條乘車線（1、3與4號線），與一條主要供特急列車追越普通列車、沒有配置月台的通過線（2號線）。
車站設有南口與西口兩出口，其中車站正面位於南口，由JR北海道直接派遣站員駐守。而與跨站式站房相連的西口，則是委託子公司北海道JR服務網（北海道ジェイ・アール・サービスネット）經營售票窗口的相關業務。
站名被認為源自阿伊努語的「has-pet」或「has-us-pet」（意思為在灌木叢中流動的河川）。

## 車站結構

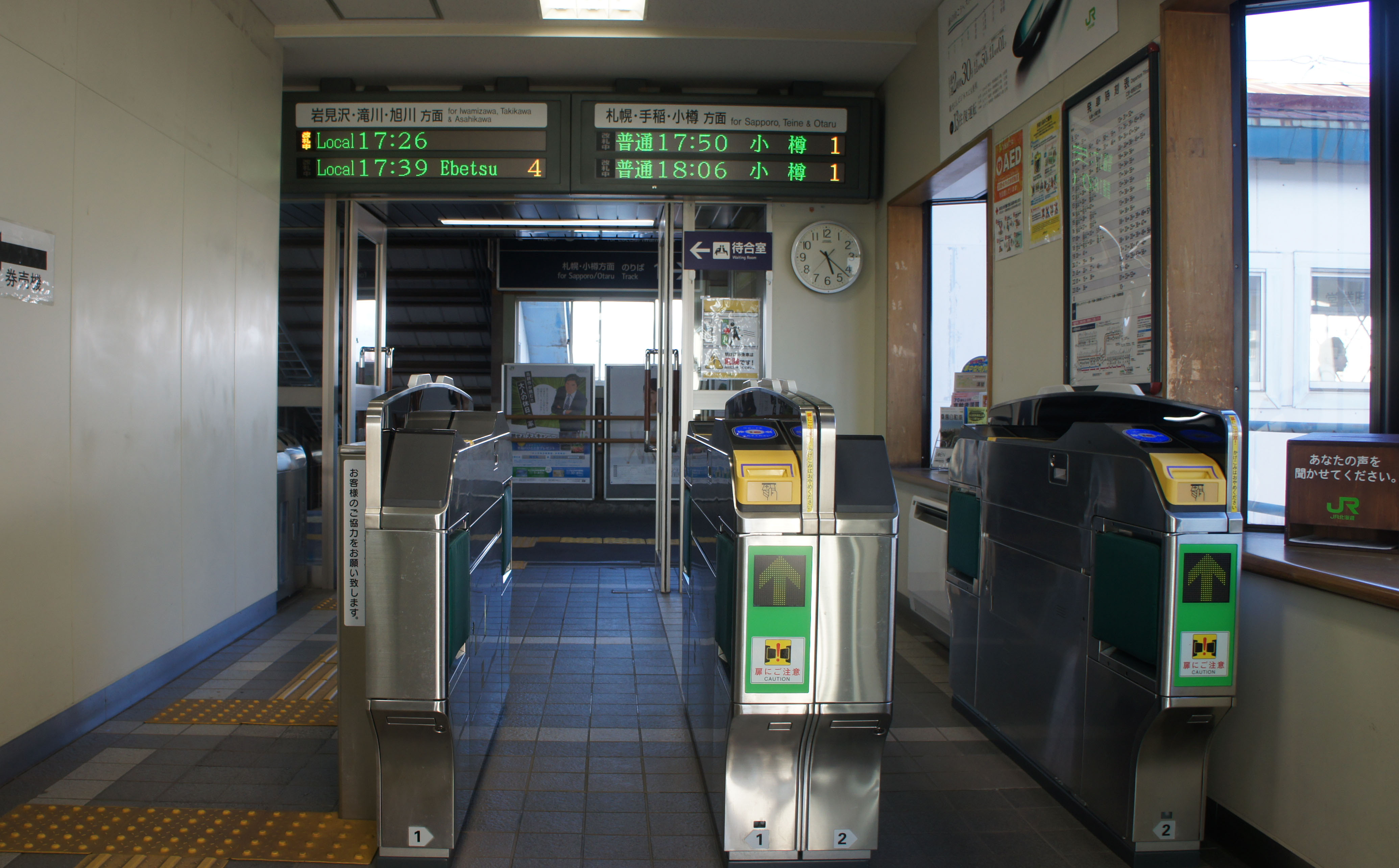
西檢票口（2018年9月）

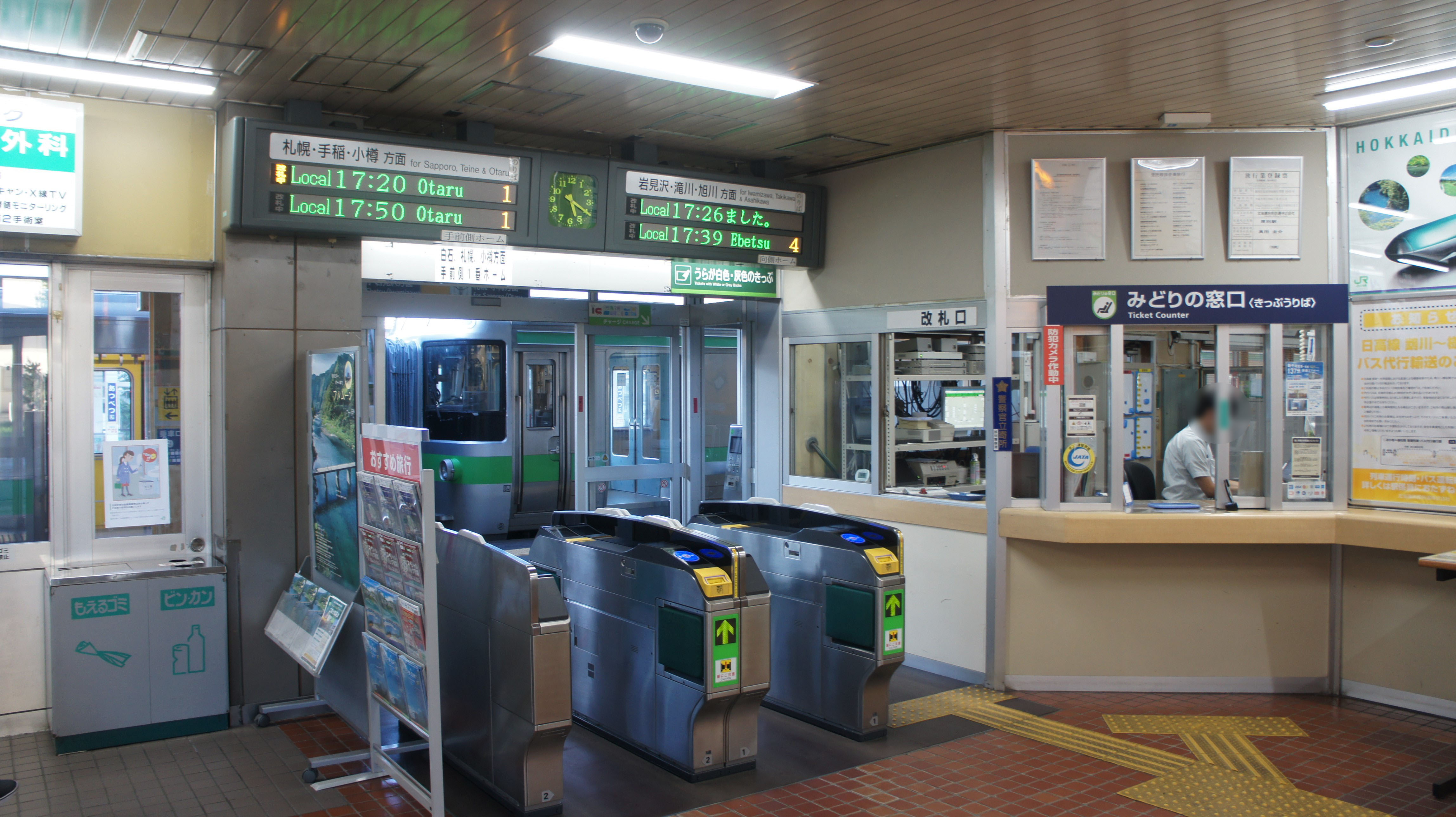
南檢票口（2018年9月）

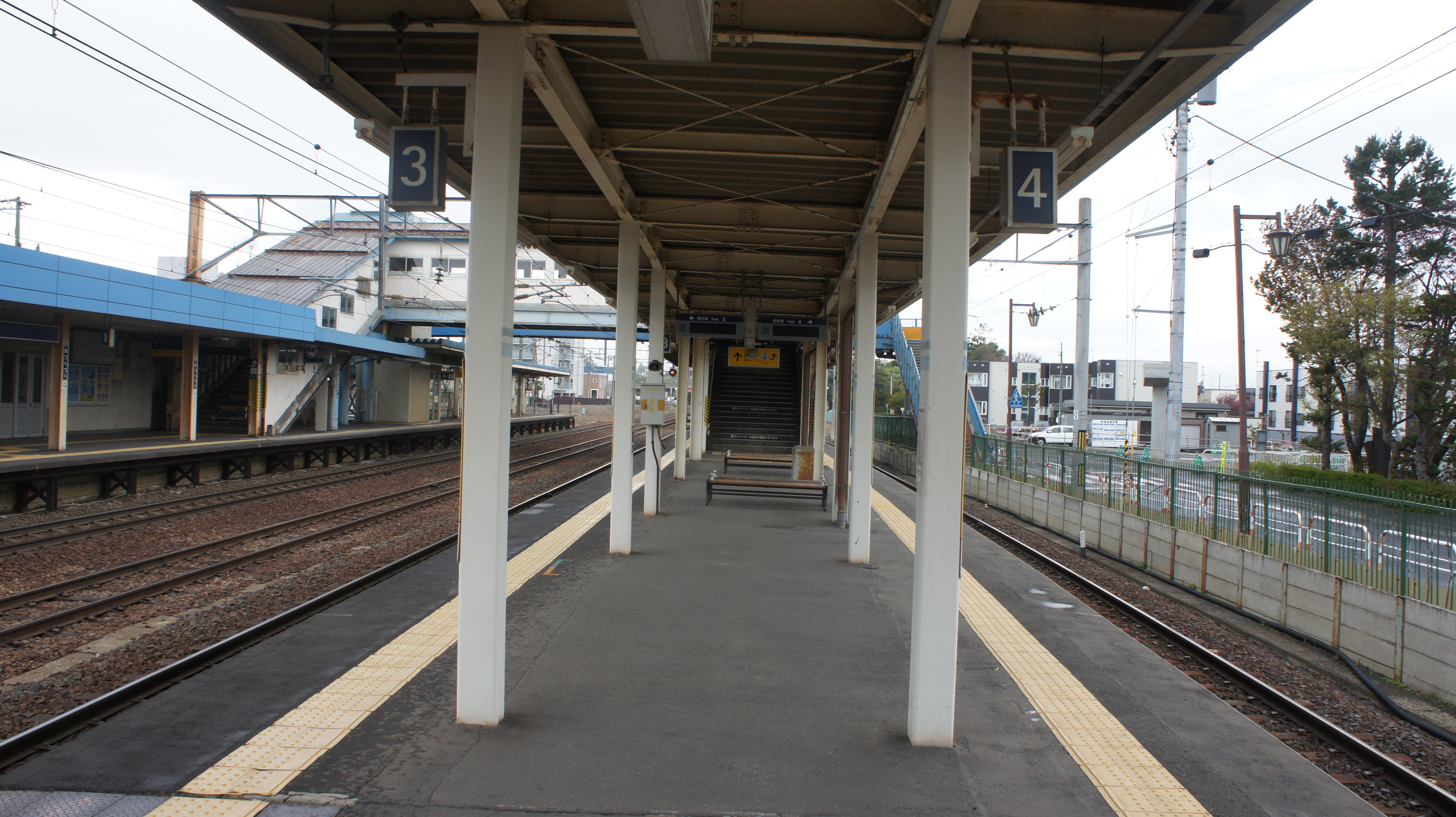
3號與4號月台（2017年5月）

側式月台1面1線（月台長：210公尺）與島式月台1面2線（月台長：183公尺），合計2面3線的地面車站。構內南側的側式月台為1號月台（上行主本線）、北側的島式月台的內側為3號月台（下行主本線）、外側為4號月台（下行副本線）。

### 月台配置
| 月台 | 路線      | 方向 | 目的地                       |
| ---- | --------- | ---- | ---------------------------- |
| 1    | ■函館本線 | 上行 | 札幌、手稻、小樽方向         |
| 3    | ■函館本線 | 下行 | 江別、岩見澤方向             |
| 4    | ■函館本線 | 下行 | 江別、岩見澤方向（待避列車） |

## 相鄰車站
北海道旅客鐵道
函館本線
■區間快速「石狩Liner」
通過
■普通（包含所有在札幌車站以西又改為區間快速的列車）
白石（H03）－厚別（A04）－森林公園（A05）